# Nattcaféet
Nattcaféet (franska: Le Café de nuit) är en oljemålning av den nederländske konstnären Vincent van Gogh från 1888. Målningen är idag utställd på Yale University Art Gallery i New Haven i Connecticut. 
Målningen visar interiören till Café de la Gare vid Place Lamartine i Arles. Inrättningen drevs av Joseph-Michel Ginoux och hans hustru Marie som båda avporträtterats av van Gogh vid olika tillfällen. I februari 1888 bosatte sig van Gogh i "Gula huset" i Arles i södra Frankrike. Här åstadkom han under ett år en ofattbart omfattande och mångfasetterad skatt av målningar. Målningen tillkom i september 1888, strax före Paul Gauguin kom för att besöka van Gogh. Två månader levde de tillsammans i Arles. Samarbetet avbröts efter en hetsig ordväxling, efter vilken van Gogh rusade hemifrån, skar av sig en örsnibb och måste omhändertas. Gauguin återvände genast till Paris och van Gogh skrevs i maj 1889 på egen begäran in på mentalsjukhuset i Saint-Rémy-de-Provence.

## Relaterade målningar

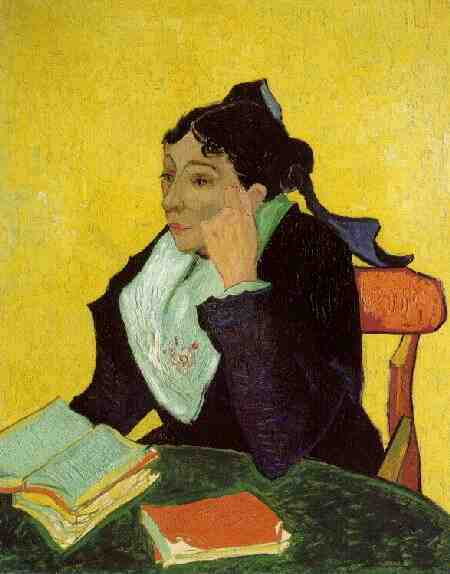
L'Arlesienne, porträtt av Madame Ginoux av van Gogh (1888), Metropolitan Museum of Art.
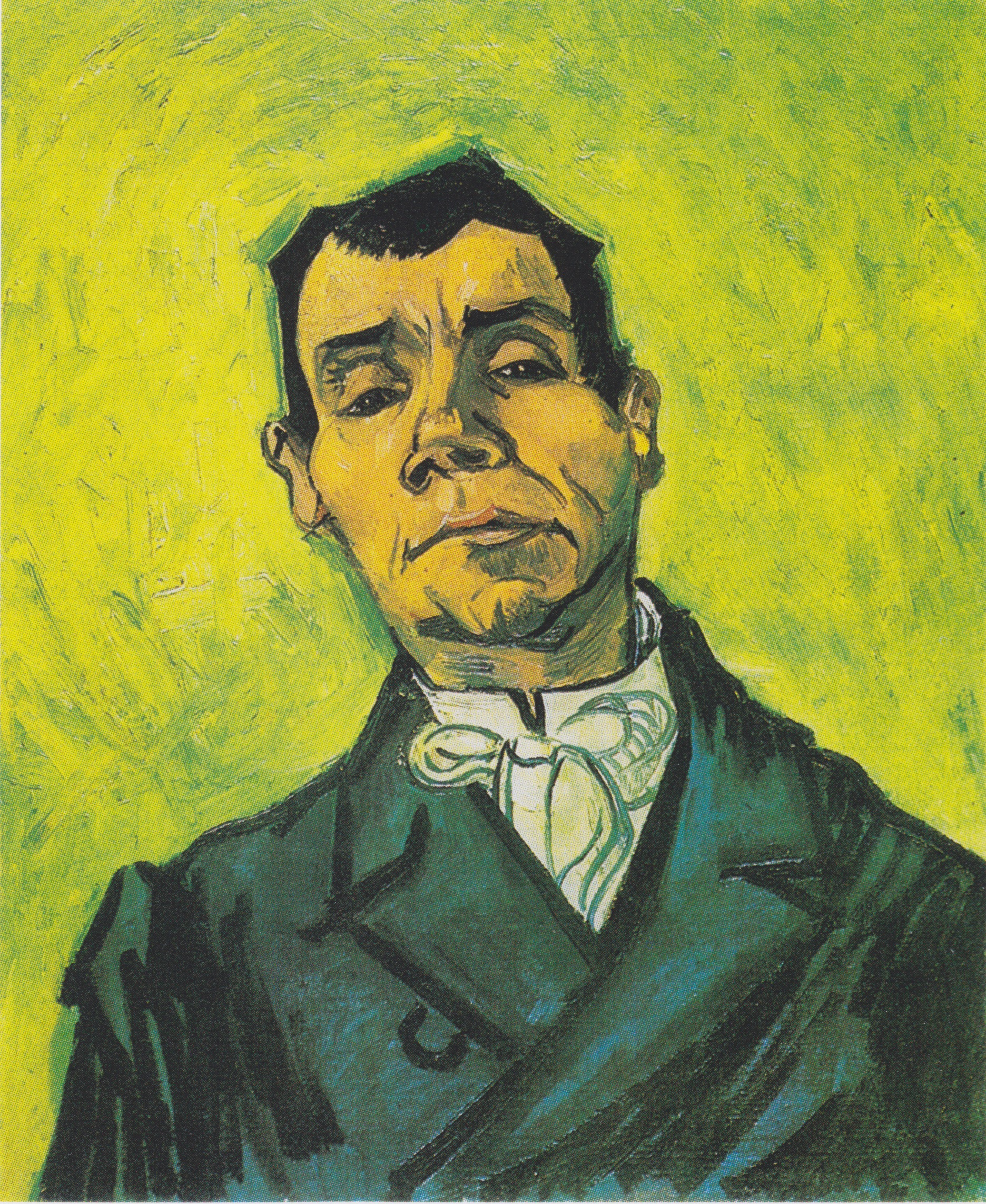
Porträtt av Joseph-Michel Ginoux av van Gogh (1888), Kröller-Müller Museum.
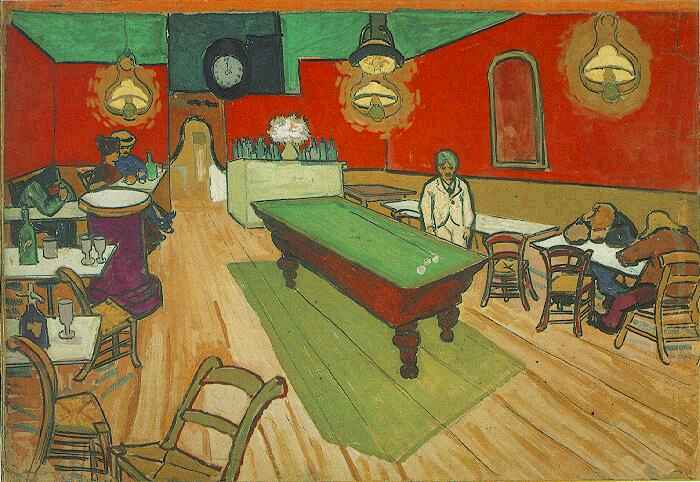
Akvarellmålning av van Gogh (1888) i privat ägo.
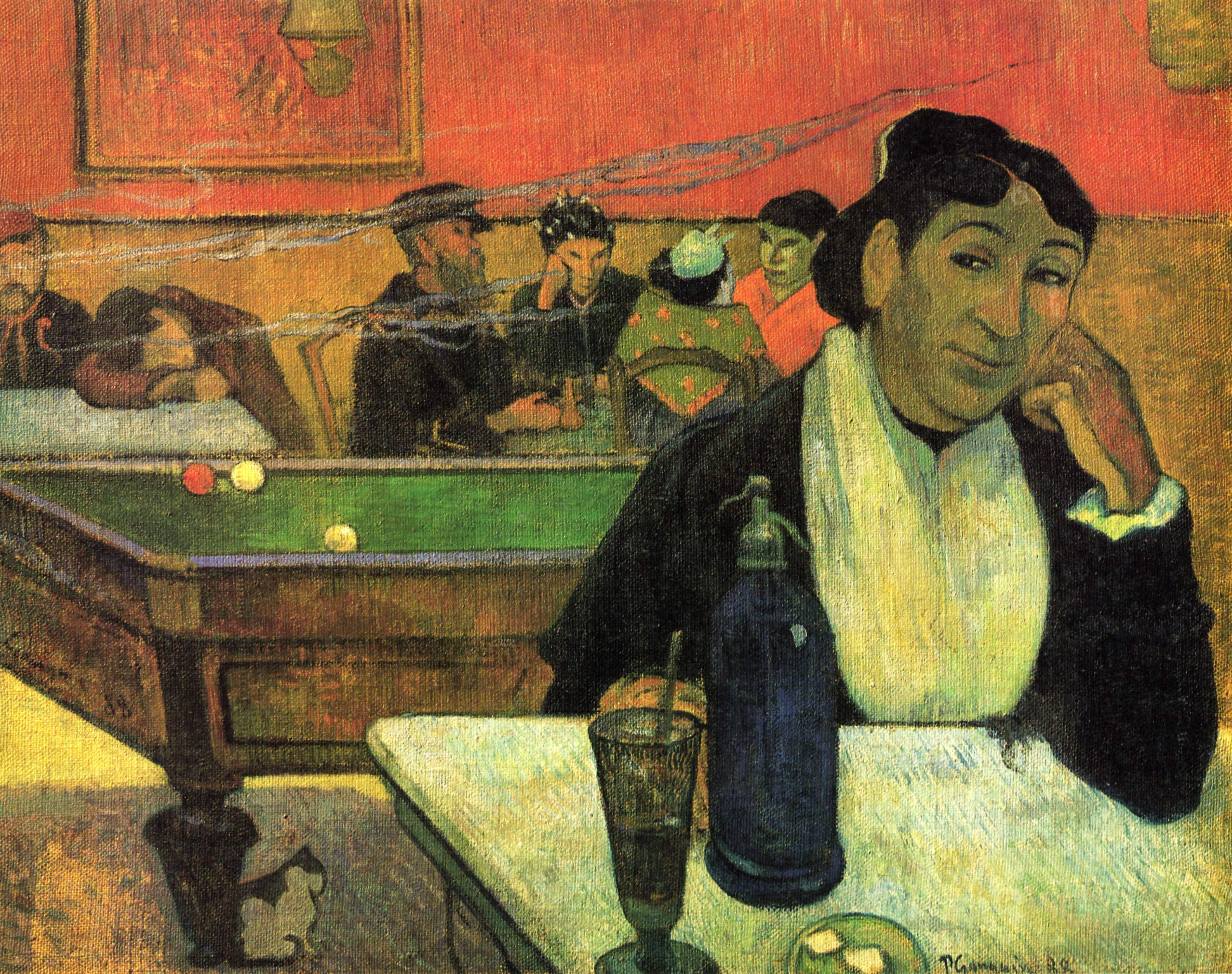
Paul Gauguins Nattcaféet (1888) med madame Ginoux i förgrunden, Pusjkinmuseet.